# Échecs de Berkeley
 (avril 2008).
Si vous disposez d'ouvrages ou d'articles de référence ou si vous connaissez des sites web de qualité traitant du thème abordé ici, merci de compléter l'article en donnant les références utiles à sa vérifiabilité et en les liant à la section « Notes et références ».
Pour les articles homonymes, voir Berkeley.
Les échecs de Berkeley sont une variante du jeu d'échecs.
Le principe de cette variante est assez simple : une pièce qui n'est plus dans le champ d'une autre (amie ou ennemie) sort de l'échiquier, à l'exception du roi, qui n'est pas concerné par cette règle.